# 鳴門秘帖 (2018年のテレビドラマ)
『鳴門秘帖』（なるとひちょう）は、NHK BSプレミアムの「BS時代劇」枠にて2018年4月20日から6月22日まで放送された日本のテレビドラマ時代劇。全10回。主演は山本耕史。
原作は吉川英治の時代小説『鳴門秘帖』で、NHKでは1977年に「金曜時代劇」枠で田村正和主演によりテレビドラマ化して以来40年ぶりとなる。江戸から大阪を経て阿波へと至るロードムービー感覚のスパイアクションに、波乱のラブストーリーを交えた新しい装いの作品として制作された。
同枠にて2020年2月28日から5月1日まで再放送された。

## あらすじ
宝暦の変首謀者の竹屋三位卿藤原有村は、京を追放されて阿波国に匿われている。阿波は表向き25万石だが、藍染めの原料藍玉の主産地で収入が50万石あるため、実石は75万石、大坂・京に近い。島津・毛利ら西国大名と呼応し倒幕の血判状を印したと噂される『鳴門秘帖』を巡る物語。
江戸中期・明和五年（1768年）年初、剣術修行から10年ぶりに江戸に戻ってきた主人公・法月弦之丞は、元京都所司代・松平左京之介から『鳴門秘帖』の存在を知らされ、阿波へ潜入した甲賀世阿弥の捜索を依頼される。
弦之丞は自らに関わった人間が次々と人が死んでいくのを気に病み、中山道を一人阿波国へと向かう。お綱と万吉、千絵と旅川周馬、関谷孫兵衛と天堂一角も、それぞれが阿波へと向かう。お綱と千絵には同じ三日月模様の痣があり、二人はともに甲賀世阿弥の娘であることが知れる。千絵の誤解が解けて弦之丞一行は四国屋の船に乗って阿波へ向かう手筈を整えるが千絵を庇って万吉が手傷を負い、大坂に残った。川長の一人娘お米は弦之丞に恋をし、阿波へ向かう船の中で弦之丞とお綱の身代わりになって殺される。弦之丞とお綱は、旅川周馬・関谷孫兵衛・天堂一角らに囲まれて鳴門の渦潮に身を投げた。
身を投げたのは渦に巻かれて死んだと見せかけるためで、日和佐宿に流れついた弦之丞とお綱は遍路姿に扮し、甲賀世阿弥が捕らわれている剣山の山牢に向かう。弦之丞が自分のところに来るのを察した世阿弥は脱獄し、隠した『鳴門秘帖』を捜索に行く。
世阿弥は旅川周馬の投げた小刀によって絶命。息を引き取る間際にお綱と親子の名乗りを上げ、『鳴門秘帖』を託したが、お綱に惚れている孫兵衛はお綱と『鳴門秘帖』を攫う。
弦之丞は捕らわれ、徳島城の牢に入れられるが、蜂須賀家の行く末を案じる家老高木龍耳軒の計らいで脱獄。孫兵衛は『鳴門秘帖』を蜂須賀家に戻すが、旅川周馬が盗み出す。実は旅川も松平左京之介に密命を受けた公儀隠密で、『鳴門秘帖』を土産に甲賀宗家の座を狙っていた。鳴門海峡近く土佐泊の海岸で旅川と千絵・お綱は相対し、旅川が破れる。
高木は藩主・蜂須賀重喜を諫めるために陰腹を切り、後を弦之丞に託した。弦之丞は高木との約定で『鳴門秘帖』を蜂須賀重喜の元へ持参、争いの種となった秘帖を焼却しようとする。竹屋三位卿は倒幕の盟友・山県大弐や藤井右門が捕縛・処刑されたことを知るが信じられずに西国へ向かおうとするが「お米の仇」と森啓之助に襲撃され相打ちになった。孫兵衛は弦之丞と戦い敗れる。
弦之丞は焼けた『鳴門秘帖』を持って京の松平左京之介の元へ行き、すべてが終わったことを告げる。剣の道に生き「人でなし」の道を歩んだ弦之丞は刀を捨て、遍路となって千絵と歩んでいく道を選んだ。お綱は江戸に戻り、万吉の妻・お吉の店を手伝いながら生きていく。
阿波蜂須賀家はお家断絶こそ免れたものの、藩主・蜂須賀重喜は「藩政よろしからず」と蟄居させられることに。34歳の若さであった。

## 登場人物

### 主要人物
法月弦之丞（のりづき げんのじょう）
演 - 山本耕史（少年期：大西利空）
幕府大番頭（旗本）の嫡子。夕雲流免許皆伝の剣士。虚無僧姿の美剣士。
見返りお綱
演 - 野々すみ花（少女のお綱：桑田愛唯）
女スリで短銃使い。右手首に三日月型の痣がある。
千絵
演 - 早見あかり（幼少期：米村莉子）
弦之丞の許嫁（いいなずけ）。左首元に三日月型の痣がある。父の甲賀世阿弥が消息不明なため、家が断絶の危機にある。
お十夜孫兵衛（関谷孫兵衛）
演 - 袴田吉彦
お十夜頭巾の辻斬り。元徳島藩士の浪人。頭巾は、あるものを隠すために被っている。
旅川周馬
演 - 武田真治
甲賀宗家の高弟（門弟筆頭）。宗家の地位と千絵を狙い、弦之丞と千絵の仲を邪魔する。
天堂一角
演 - 渡辺大
阿波徳島藩の刺客。阿波の原士（地侍）。
お米（およね）
演 - 武田玲奈
弦之丞に思いを寄せる。大坂の料理屋・川長の一人娘。労咳病み。
竹屋三位卿藤原有村（たけやさんみきょう ふじわらのありむら）
演 - 篠井英介
公家。宝暦の変の首謀者。京を追われ阿波の食客になっている。
高木龍耳軒
演 - 田村亮
阿波徳島藩筆頭家老。世阿弥を幽閉している。
お久良
演 - 萬田久子
阿波の藍玉問屋・四国屋の女将。
甲賀世阿弥（こうが よあみ）
演 - 中村嘉葎雄
甲賀宗家頭領。千絵の父。お才と知り合い。「鳴門秘帖」を盗み出した。剣山の山牢に幽閉されている。

### その他
万吉
演 - 梨本謙次郎
目明し。弦之丞のことを「若様」と呼ぶ。法月の屋敷に出入りしていた。
お吉
演 - 中島ひろ子
万吉の女房。弦之丞のことを「若様」と呼ぶ。
森啓之助
演 - 辻本祐樹
阿波徳島藩の藩士。阿波の船手組で羽振りが良い。お米に惚れている。
松平左京之介
演 - 加納竜
元京都所司代。宝暦の変を取り締まり、竹屋三位卿藤原有村を追放した。『鳴門秘帖』を欲しがっている。
蜂須賀重喜
演 - 相島一之
徳島藩第10代藩主。先代の末期養子として藩主となり、家臣との間に溝がある。阿波の屋敷に竹屋三位卿藤原有村を匿っている。幕府から木曽川と揖斐川治水の普請を命じられ不満がある。
法月一学
演 - 塩野谷正幸
弦之丞の父。旗本。
虎五郎
演 - 上杉祥三
お綱の養父。赤ん坊のお綱を連れたお才と一緒になった。
銀五郎
演 - 忍成修吾
万吉に従う下っ引。元盗人。
戸ヶ﨑夕雲
演 - 品川徹
無住心剣夕雲流の剣客。法月弦之丞の剣の師匠。
孫兵衛の父
演 - 仲雅美
武士。孫兵衛9歳のころ、外に女を作り酒に狂い、孫兵衛の母に暴力を振るった。
平賀源内
演 - 正名僕蔵
医者。幼い弦之丞とお綱が出合った薬品会（博覧会）の主宰者。
宅助
演 - 仁科貴
啓之助の中間。
多市
演 - 市川知宏
甲賀宗家の門弟。周馬の命で千絵を見張る。千絵を慕っていた。
荒木源兵衛
演 - 長谷川公彦
松平左京之介の家臣。
原田
演 -吉田祐健

お才
演 - 西辻こずえ
お綱の母。元芸者。甲賀世阿弥と知り合い。死去。
お三輪
演 - 渡来るひか
お綱の妹。
乙吉
演 - 太田琉星
お綱の弟。
熊
演 - 松本実
下ッ引き。万吉の手下。
新吉
演 - 栗山航

甲比丹の三次
演 - キンタオカ
大坂で抜け荷を扱っていた時に孫兵衛と知り合う。

#### 甲賀衆
佐嶋
演 - 真木仁

木下
演 - 千葉清次郎
小谷
演 - 柏崎隼風
九鬼弥助
演 - 佐藤政之
白井
演 - 天乃大介
峰
演 - 羽柴誠

### ゲスト
第五回
役名不明
演 - 龍坐

### エキストラなど
- 若駒プロ、つくばみらい市エキストラの会、古賀プロダクション、テアトルアカデミー、ジョビィキッズ

## スタッフ
- 原作 - 吉川英治
- 脚本 - 尾西兼一
- 語り - 神田松之丞
- 題字 - 長谷川耕史
- 撮影協力 - いばらきフィルムコミッション、龍ケ崎市、常総市フィルムコミッション、つくばみらい市フィルムコミッション、いしおかフィルムコミッション、土浦フィルムコミッション、かすみがうら市
- 演出 - 西谷真一、酒井信行
- 制作統括 - 八島賢（C.A.L）、銭谷雅義（NHKエンタープライズ）、土屋勝裕（NHK）
- 制作 - NHKエンタープライズ
- 制作・著作 - NHK、C.A.L

## 放送日程
| 各話   | 放送日  | サブタイトル   | 演出     |
| ------ | ------- | -------------- | -------- |
| 第一回 | 4月20日 | 運命のうず潮   | 西谷真一 |
| 第二回 | 4月27日 | 甲賀屋敷炎上   | 西谷真一 |
| 第三回 | 5月04日 | 阿波への旅立ち | 西谷真一 |
| 第四回 | 5月11日 | 悲しき慕情     | 酒井信行 |
| 第五回 | 5月18日 | 中山道危機一髪 | 酒井信行 |
| 第六回 | 5月25日 | 十年ぶりの再会 | 西谷真一 |
| 第七回 | 6月01日 | 絶体絶命の船出 | 西谷真一 |
| 第八回 | 6月08日 | 親子の名のり   | 酒井信行 |
| 第九回 | 6月15日 | 姉妹の契り     | 酒井信行 |
| 最終回 | 6月22日 | 秘帖の行方     | 酒井信行 |

## 関連商品
DVD
- 鳴門秘帖 DVD-BOX（2018年9月21日発売、NHKエンタープライズ、23330AA）